# Dummy Hoy
William Ellsworth " Dummy " Hoy (23 de mayo de 1862-15 de diciembre de 1961) fue un jardinero central estadounidense en las Grandes Ligas de Béisbol que jugó en varios equipos desde 1888 hasta 1902, especialmente los Cincinnati Reds y dos franquicias de Washington D. C. 
Hoy se destaca por ser el jugador sordo más exitoso en la historia de las Grandes Ligas, y algunas fuentes lo acreditan como causa del establecimiento de señales para llamadas seguras y externas.  Mantuvo el récord de Grandes Ligas para los juegos en el jardín central (1726) 1899-1920, establece los registros de carrera outs (3.958) y oportunidades totales (4.625) como un jardinero, y se retiró entre los líderes en juegos de campo abierto (segundo; 1795) , asistencias (7º; 273), y dobles jugadas (3º; 72).  También fue un excelente corredor de base , anotando más de 100 carreras nueve veces y, a menudo, terminó entre los mejores ladrones de bases.  Es uno de los 29 jugadores que ha jugado en cuatro Grandes Ligas diferentes.  Sus 1.004 bases por bolas en su carrera lo colocaron en segundo lugar en la historia de las Grandes Ligas detrás de Billy Hamilton cuando se retiró, y también terminó en el octavo puesto en partidos jugados (1796). 

## Carrera
Nacido en la pequeña ciudad de Houcktown, Ohio, Hoy se quedó sordo después de sufrir de meningitis a los tres años, y se graduó de la Escuela Estatal para Sordos de Ohio en Columbus como el mejor alumno.  Abrió una tienda de reparación de zapatos en su ciudad natal y jugó béisbol los fines de semana, obteniendo un contrato profesional en 1886 con un equipo de Oshkosh, Wisconsin, que fue dirigido por Frank Selee en 1887.  En 1888, con los Nacionales de Washington de la Liga Nacional, Hoy se convirtió en el tercer jugador sordo de las Grandes Ligas, después del lanzador Ed Dundon y el lanzador Tom Lynch.  En su año de novato lideró la liga en bases robadas (aunque la estadística se definia de manera diferente antes de 1898), y también terminó segundo con 69 bases por bolas y promedio de bateo de .274.  Con 5'4 "y bateando zurdos, pudo ganar numerosas carreras con una pequeña zona de strike, liderando la liga dos veces y compilando un porcentaje de base de .386 en su base. 
La velocidad de Hoy fue una gran ventaja en los jardines, y como resultado pudo jugar a poca profundidad.  El 19 de junio de 1889, estableció un récord de Grandes Ligas (que desde entonces se ha empatado dos veces) al expulsar a tres corredores en el plato de casa en un juego, con la cácher Connie Mack registrando los outs.  Él y Mack se unieron a los Buffalo Bisons de la Liga de Jugadores en 1890, después de lo cual Hoy regresó a la AA con los St. Louis Browns bajo el mando del jugador Charles Comiskey para la temporada final de la liga en 1891, liderando la liga con 119 bases por bolas y anotando un total de 136 carreras (segundo en la liga).  Regresó a Washington durante dos años con los senadores de la Liga Nacional de Washington, y fue transferido a los Rojos en diciembre de 1893, donde se reunió con Comiskey. 

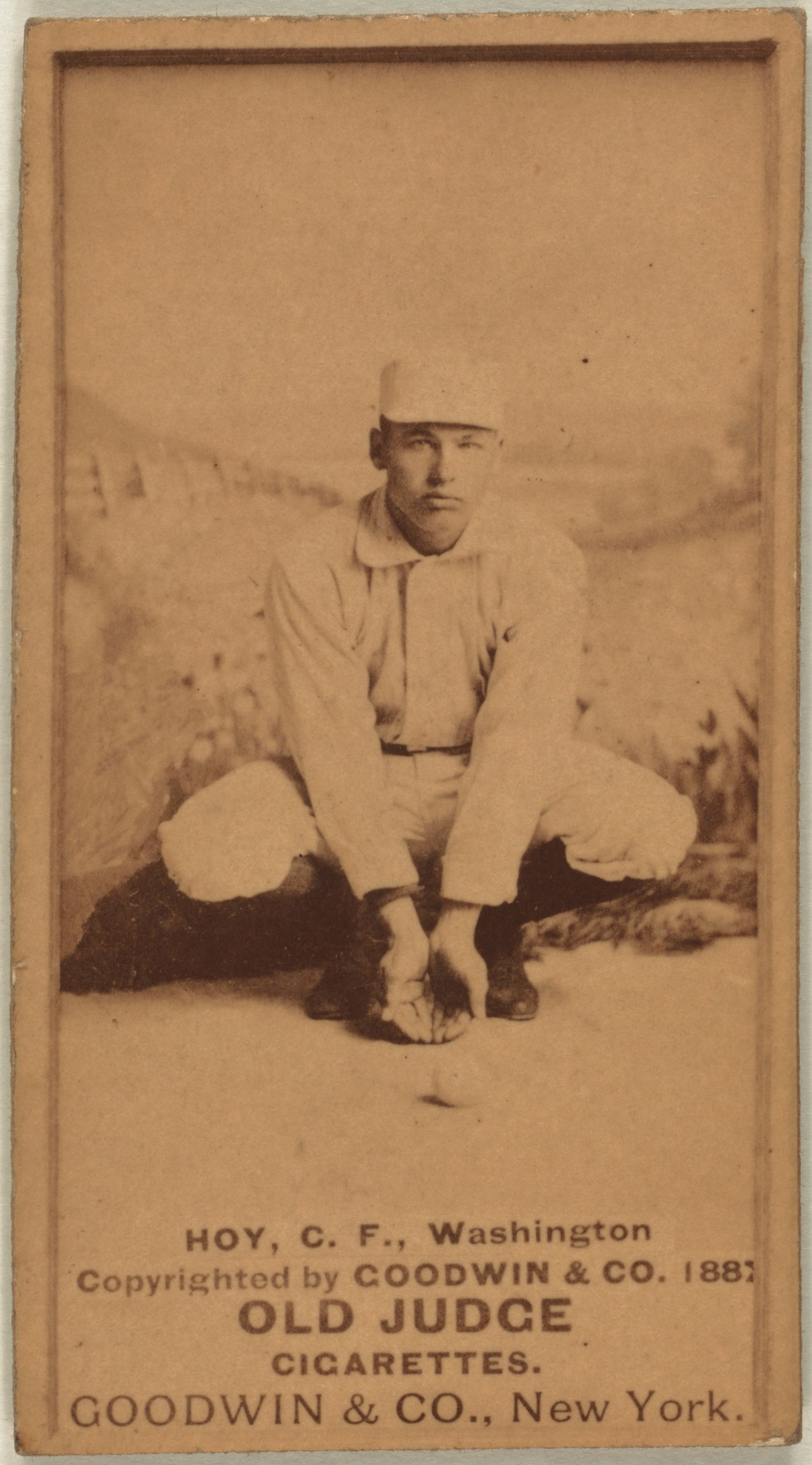
Tarjeta de béisbol de Hoy

Hoy más tarde se unió a los Coroneles de Louisville, donde sus compañeros de equipo incluían a Honus Wagner, Fred Clarke y Tommy Leach (quien era su compañero de cuarto), y bateó para .304 y .306 en sus dos temporadas con el club; en 1899 rompió el récord de Mike Griffin de 1459 juegos en el jardín central.  Después de jugar para los Medias Blancas de Chicago en la Liga Americana durante su última temporada de ligas menores en 1900, donde Comiskey era ahora el dueño del equipo, Hoy se quedó con el equipo cuando la Liga Americana alcanzó el estado de Grandes Ligas en 1901 , ayudando a los de la liga (y su) primer banderín; ese año rompió el récord de Tom Brown de 3623 carreras en los outfields de su carrera, y también lideró la liga con 86 bases por bolas y 14 veces golpeadas por lanzamiento, mientras que terminó cuarto en carreras (112) y porcentaje en la base (.407).  Terminó su carrera en Grandes Ligas con los Rojos en 1902, bateando .290 y rompiendo el récord de Brown de 4461 oportunidades totales en su carrera en los jardines, y jugó para Los Angeles en la Liga de la Costa del Pacífico en 1903.  En mayo de su última temporada con los Rojos, bateó contra el lanzador Dummy Taylor de los New York Giants en el primer enfrentamiento entre jugadores sordos en las Grandes Ligas; Hoy consiguió dos hits. 
Hoy se retiró con un promedio de bateo de .287, 2044 hits, 1426 carreras, 726 carreras bateadas, 248 dobles, 121 triples y 40 Home runs.  Tuvo 487 bases robadas desde 1888 hasta 1897, y 107 más después de que la estadística se redefiniera a su significado actual en 1898.  Sus juegos de 1795 en los jardines ocuparon el segundo lugar después de Jimmy Ryan (luego en 1829) en la historia de las Grandes Ligas.  Jesse Burkett rompió su récord de Grandes Ligas para las opciones de carrera en 1905, y Clarke superó su récord de posibilidades totales en 1909.  Su récord de juegos de carrera en el jardín central fue roto por Tris Speaker en 1920.

## Vida personal
En la época de Hoy, la palabra "tonto" se usaba para describir a alguien que no podía hablar, en lugar de a alguien que era estúpido; pero como la capacidad de hablar a menudo estaba conectada injustamente con la inteligencia de uno, los epítetos "tontos" y "tontos" se volvieron intercambiables con la estupidez.  Hoy mismo, a menudo corregía a los individuos que se dirigían a él como William y se referían a sí mismo como Dummy.  Se dice que pudo hablar con una voz que se parecía a un chillido, [ Buffalo Morning Express, 13 de abril de 1890, p.14] en realidad era uno de los jugadores más inteligentes de su tiempo, ya veces se le atribuye el desarrollo de la mano. señales utilizadas por los árbitros hasta el día de hoy, aunque esta opinión es ampliamente discutida; Se cree que Cy Rigler creó señales para balones y strikes mientras trabajaba en las ligas menores (aunque, en la edición del 6 de noviembre de 1886 de The Sporting News , al lanzador sordo Ed Dundon se le atribuye el uso de señales con las manos mientras arbitra un juego en Mobile, Alabama el 20 de octubre de ese año), y se le atribuye a Bill Klem la introducción de esas señales en las Grandes Ligas, a principios del siglo XX.  De hecho, no se ha encontrado ningún artículo impreso durante la vida de Hoy que respalde la sugerencia de que influyó en la creación de señales, ni sostuvo que desempeñó ese papel.  No obstante, debido a la posibilidad de que haya desempeñado un papel en el uso de las señales, así como por su juego completo, hay un movimiento para apoyar su elección al Salón de la Fama del Béisbol en Cooperstown, Nueva York.
En el retiro, Hoy y su esposa Anna Maria (que también era sorda) operaban una granja lechera en Mount Healthy, Ohio, en las afueras de Cincinnati; entre sus seis hijos estaba Carson, un juez de Ohio, y su nieto, Judson, se convirtió en miembro de la Cámara de Representantes de Ohio.  También criaron a su sobrino, Paul Hoy Helms , el fundador de la Fundación Helms Athletic en Los Ángeles.  Hoy también trabajó como ejecutivo en Goodyear después de supervisar a cientos de trabajadores sordos durante la Primera Guerra Mundial. En 1951 fue el primer atleta sordo elegido para ser miembro de la Asociación Americana de Deportes del Salón de la Fama de los Sordos.  A la edad de 99 años y justo dos meses antes de su muerte en Cincinnati después de un derrame cerebral, los Rojos lo llevaron de regreso al Campo Crosley, construido en el sitio de su antiguo campo de juego, para lanzar la primera bola antes del Juego 3 del Mundial de 1961. Series  Podía ver, si no oír, la ovación de pie que recibía.  A su muerte en diciembre, sus restos fueron incinerados de acuerdo con la tradición familiar y se dispersaron en Lytle Park en Cincinnati. 

## Legado
Después de su muerte en 1961 a la edad de 99 años, Hoy fue el exjugador de MLB que más tiempo ha vivido.  (En 1973, Ralph Miller rompió el "récord" de Hoy al convertirse en el primer gran exjugador en alcanzar la edad de 100 años.  En total, 13 exjugadores de grandes ligas se han convertido en centenarios, el más antiguo es Chet Hoff, quien tenía 107 años cuando murió en 1998.) 
Al momento de su muerte, Dummy Hoy era el último participante sobreviviente tanto de la Asociación Americana como de la Liga de Jugadores. 
En 2001, el campo de béisbol en la Universidad de Gallaudet fue nombrado William "Dummy" Hoy Baseball Field.  Fue incluido en el Salón de la Fama de los Rojos de Cincinnati en 2003. 
El William "Dummy" Hoy Classic es un juego de béisbol que se celebra cada dos años durante la Semana de Concientización de los Sordos de Rochester (Nueva York); se disputa entre los miembros del Club Recreativo de Sordos de Rochester y el Club de Sordos de Buffalo (Nueva York), en un estadio de recreación del siglo XIX en Genesee Country Village and Museum.
En 2008, el Canal de documentales transmitió la biografía Dummy Hoy: A Deaf Hero (también conocido como: I See the Crowd Roar ).  El documental, que utiliza fotografías de Hoy y actores para recrear ciertos eventos, narra los aspectos más destacados de la vida de Hoy y sus contribuciones al béisbol; Hoy fue interpretado por Ryan Lane.
La historia de William Hoy: cómo un jugador de béisbol sordo cambió el juego, un libro ilustrado para niños de Nancy Churnin, se publicó en 2016. "Silent Star: La historia del mayor sordos Leaguer William Hoy: por Bill Wise se publicó en 2012.